# Anton Malej
Anton Malej (ur. 16 stycznia 1908 w Savicy, zm. 15 lipca 1930 w Luksemburgu) – słoweński gimnastyk, w barwach Jugosławii brązowy medalista olimpijski z Amsterdamu.
Igrzyska w 1928 były jego jedynymi igrzyskami olimpijskimi. Medal wywalczył w drużynowym wieloboju, reprezentację Jugosławii wspólnie z nim tworzyli Edvard Antosiewicz, Stane Derganc, Dragutin Ciotti, Boris Gregorka, Janez Porenta, Jože Primožič i Leon Štukelj. Indywidualnie jego najlepszym miejscem było piętnaste.
W 1930 znalazł się w reprezentacji Jugosławii na mistrzostwa świata w Luksemburgu i podczas zawodów odniósł ciężką kontuzję kręgosłupa, na skutek której wkrótce zmarł